# لو بولتييه (مترو باريس)
لو بولتييه (بالفرنسية: Le Peletier)‏ هي محطة مترو تابعة لمترو باريس تقع في فرنسا في الدائرة التاسعة في باريس.[بحاجة لمصدر]